# Bergansí

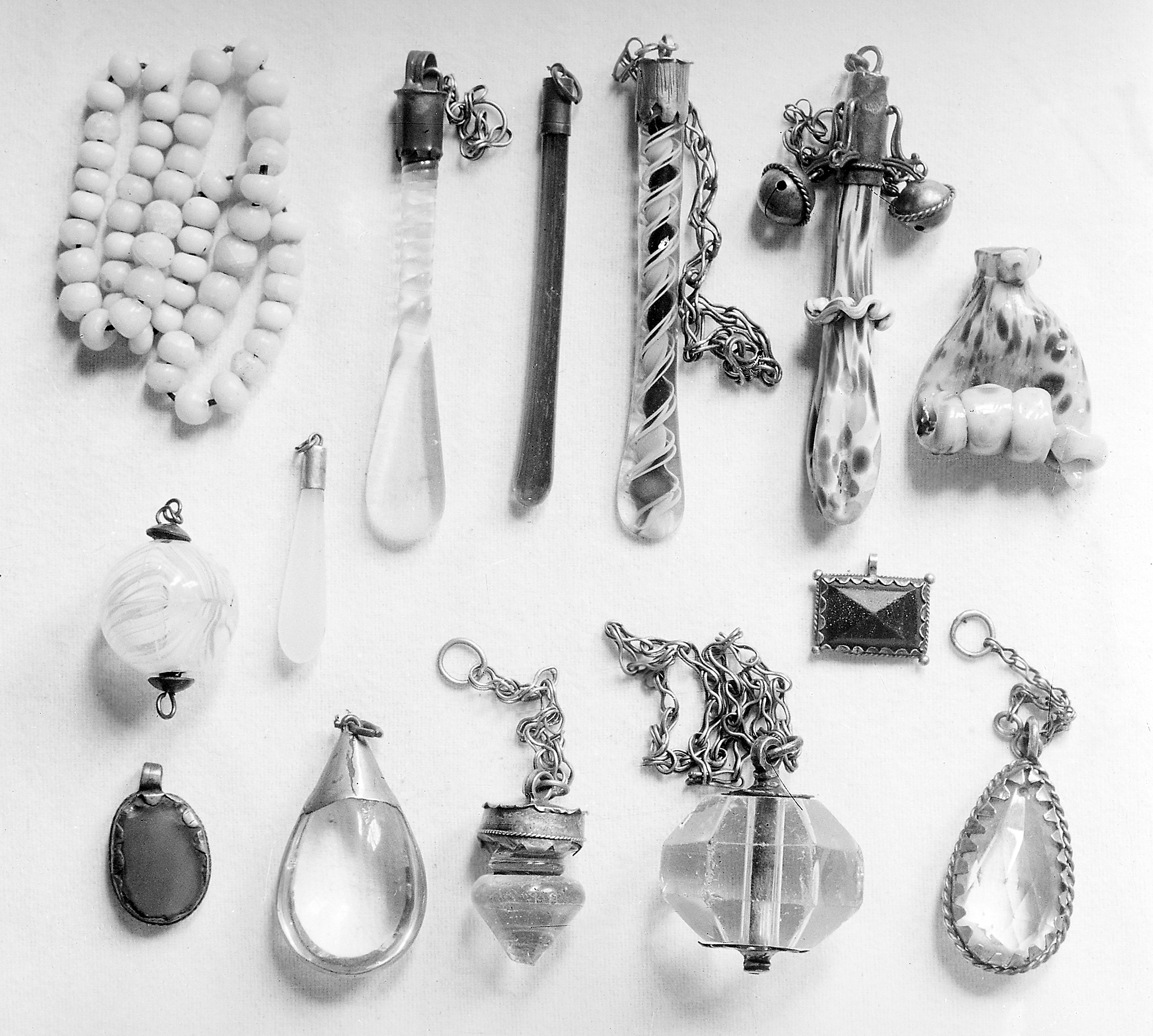
Quatre bergansins (fila superior)

Un bergansí o rosegador es fa rosegar a les criatures quan han de treure les dents. A la part inferior, porta encastada un tros de coral, ivori, cristall o un altre material guarnit amb cascavells. El bergansí es penja a coll dels nadons amb una cadena i els dona perquè juguin amb aquest, sobretot quan són en període de dentició.
Poden incorporar també un xiulet en la part superior del rosegador de manera que mare o pare o la mainadera tingui diversos jocs amb els quals divertir la criatura: el xiulet i el joc de cascavells. Durant el període de dentició el frec del bergansí accelera i facilita la sortida de les dents i consola els nens.